# Андреевский флаг (кинокомпания)
Кинокомпания «Андреевский флаг» — российская кинокомпания, созданная в 2003 году. Основное направление деятельности — производство полнометражных художественных фильмов.

## Проекты

### 2006 год
Фильм Маяк — приз за лучший дебют в программе «Армянская панорама» III Международного кинофестиваля Золотой абрикос в Ереване, диплом жюри конкурсной программы «Арт-линия» IV фестиваля отечественного кино «Московская премьера», гран-при фестиваля «Новое кино» в Сплите (Хорватия), участвовал в международных кинофестивалях в Лондоне, Роттердаме, Сан-Паулу.

### 2007 год
Вторым проектом «Андреевского флага» совместно с кинокомпанией СТВ стал номинированный на «Оскар» фильм Сергея Бодрова-старшего «Монгол».
В создании фильма принимали участие Россия, Казахстан, Германия, США. Съёмки проходили преимущественно в Северном Китае и Казахстане. «Монгол» ещё до выхода на экраны получил статус одного из самых крупных и значимых российских проектов. «Монгол» — единственный российский фильм, вышедший в кинотеатральный прокат более чем в 40 странах мира.

### 2008 год
«Новая Земля». Фильм-лауреат XIX Открытого российского кинофестиваля «Кинотавр» (приз «за лучшую операторскую работу», Илья Дёмин и Специальный диплом жюри «За удачный коммерческий проект»). Участник фестиваля в Абу-Даби.

### 2015 год
Новый фильм «Территория» стал четвёртым проектом кинокомпании «Андреевский флаг». Фильм снимался при поддержке «Федерального агентства по недропользованию» (Роснедра) и Русского Географического Общества.
В съёмках фильма была задействована международная команда. Съёмочные площадки: Плато Путорана — Москва — Чукотка (бухта Провидения). Фильм вышел в широкий прокат 16 апреля 2015 года.